# Martin Foyston

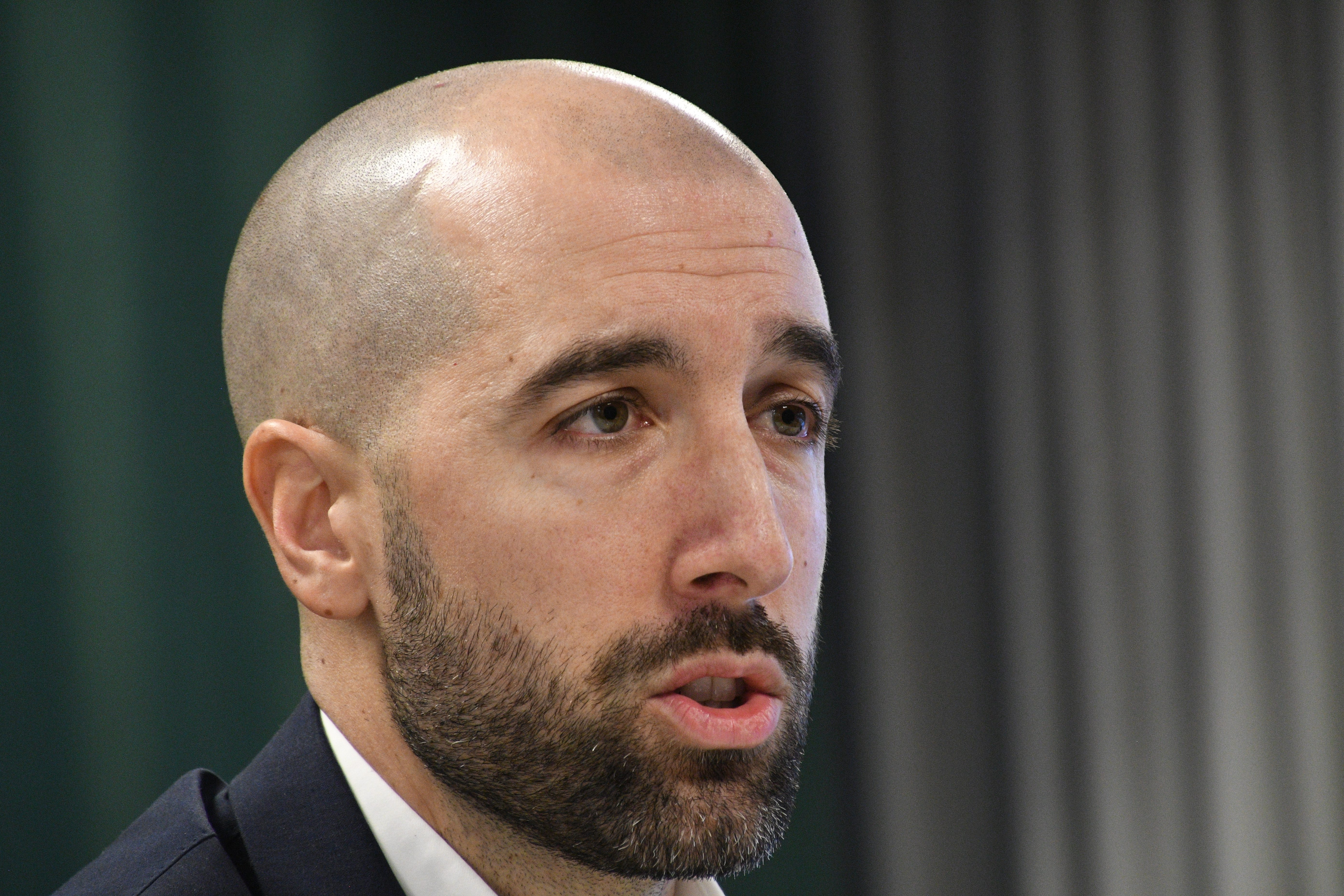
Martin Foyston i december 2023.

Martin Keith Foyston, född 22 september 1982 i Hull, England, är en engelsk fotbollstränare som tränar Östers IF.
Foyston anslöt till Djurgården i augusti 2013 som assisterande tränare till Per Mathias Högmo i Djurgården. Högmo blev under hösten 2013 klar som ny förbundskapten för Norges herrlandslag i fotboll, men tog inte med sig Foyston på heltid. Den 27 november 2013 förlängde Foyston kontraktet med DIF (2 år). I början av augusti 2014 – strax efter VM-slutspelet i Brasilien och inför EM-kvalet – lämnade Foyston Djurgården för att jobba som assisterande tränare till Högmo på heltid.
Han har även haft en kortare anställning hos Norges herrlandslag i fotboll tillsammans med Djurgårdens gamla tränare Per Mathias Högmo under 2013 (VM-kvalet). 
Han ingick tidigare i staben för Fulham FC. Där analyserade Foyston matcherna och hade ansvar för individuell utveckling.
Efter tre år med landslaget lämnade han för att gå med i Strømsgodset IF i Norge och arbetade där med huvudtränare, Tor Ole Skullerud. Undertecknade ett tvåårskontrakt som assisterande tränare.
Den 6 december 2018 skrev Martin Foyston på ett tvåårskontrakt med Hammarby IF U19. Under 2020 blev han uppflyttad till Hammarbys U23-lag.
I december 2023 presenterades Foyston som ny tränare för Superettan-laget Östers IF med ett kontrakt på 2+1 år. Under sin första säsong i Öster ledde han laget till en andraplats i Superettan 2024, vilket innebar uppflyttning till allsvenskan.

## Klubbar
- Östers IF, huvudtränare herr (december 2023 –)
- BK Häcken, assisterande tränare herr (juni 2021 – december 2023)
- Finlands U21 herrlandslag, ass.huvudtränare (februari 2021 – april 2022)
- Hammarby IF, huvudtränare U19 & U23 (IK Frej) (december 2018 – januari 2021)
- Strømsgodset IF, assisterande tränare (januari 2017 – november 2018)
- Norges A-herrlandslag, assisterande tränare (augusti 2013 – december 2016)
- Djurgården IF, assisterande tränare (augusti 2013 – augusti 2014)
- Fulham FC, assisterande tränare (2006–2013)